# Trakų Vokė

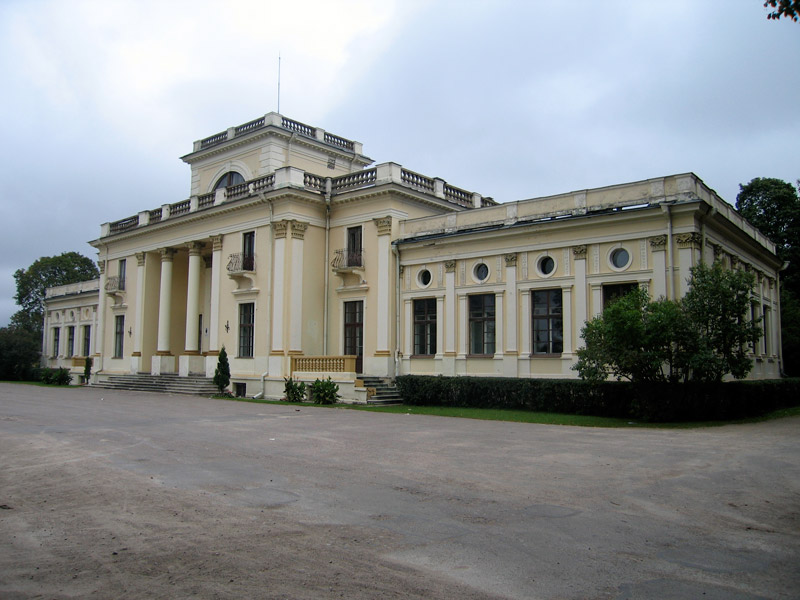
Der Palast der Grafen Tyszkiewicz (1880). Design von L. Marconi.

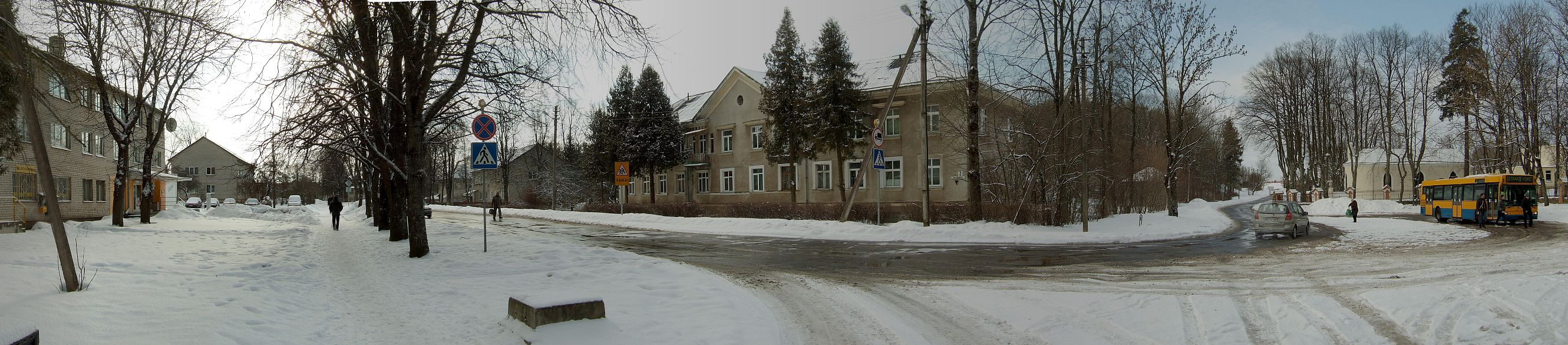

Trakų Vokė ist ein Stadtteil der litauischen Hauptstadt Vilnius,  im Südwesten der Stadt, unweit von der historischen litauischen Hauptstadt Trakai. Hier fließt die Vokė. 1996 wurde das Wohngebiet an Vilnius angegliedert. Heute befindet es sich im Amtsbezirk Paneriai der Stadtgemeinde Vilnius. Es gibt das Gymnasium Trakų Vokė, den Gutshof Trakų Vokė, den Bahnhof Trakų Vokė, die Eisenbahnbrücke.